# İbrahim Tusder
İbrahim Tusder (* 15. Januar 1915 in Istanbul; † 9. Juli 2001 in Izmir) war ein türkischer Fußballspieler und -trainer. Aufgrund seiner Tätigkeit bei Galatasaray Istanbul wird er mit diesem Verein assoziiert. Tusder war der Schwiegervater von Şeref Has, einem zu Spielerzeiten populären Spieler von Fenerbahçe Istanbul.

## Spielerkarriere

### Verein
Tusder begann mit dem Fußballspielen in der Jugend von Galatasaray Istanbul und wurde 1932 in die Profimannschaft aufgenommen. Dieser Verein wurde zwei Jahrzehnte zuvor von Schülern des Gymnasiums gegründet und hatte immer noch eine feste Zugehörigkeit zu dem Verein. Nachdem er drei Spielzeiten für die Rot-Gelben aktiv gewesen war, kam es innerhalb der Mannschaft zu einer heftigen Kontroverse. Als Folge kam es unter der Führung von Ulvi Yenal und Yusuf Ziya Öniş zu einer Trennung und der Gründung von Güneş SK. Unter den Spielern, die Galatasaray verließen und zu Güneş wechselten, befand sich auch Tusder. Ab dem Sommer 1938 spielte man in der İstanbul Futbol Ligi (deutsch: Istanbuler Fußballliga), derselben Liga wie Galatasaray. In der Spielzeit 1937/38 erreichte er mit dieser Mannschaft die Meisterschaft der Liga.
Als Güneş nach drei Jahren wieder aufgelöst wurde und die meisten Spieler zu Galatasaray zurückkehrten, wechselte Tusder zum Stadtrivalen Beşiktaş Istanbul. Hier spielte er sechs Spielzeiten lang, in denen er mit seiner Mannschaft zweimal Meister der Millî Küme wurde. Zum Sommer 1944 beendete er seine aktive Profifußballspielerlaufbahn.

### Nationalmannschaft
1936 wurde Tusder im Rahmen der Olympischen Sommerspiele 1936 vom damaligen Nationaltrainer James Donnelly in den Kader der türkischen Nationalmannschaft nominiert. Im Rahmen eines Testspiels für dieses Turnier gab er sein Länderspieldebüt. Während des Turniers absolvierte er sein zweites und letztes Länderspiel und schied mit seinem Team bereits im Achtelfinale aus dem Turnier aus.

## Trainerkarriere
Nach seiner Spielerkarriere begann er als Fußballtrainer zu arbeiten. Als erste Tätigkeit übernahm er für die Saison 1952/53 den Istanbuler Verein Beykozspor. Mit diesem Verein nahm er am Wettbewerb der İstanbul Profesyonel Ligi (dt.: Istanbuler Profiliga) teil. Diesen Verein übernahm er in der Spielzeit 1959/60 ein weiteres Mal. Nachdem er den Verein bis zum Februar 1960 betreut hatte, wurde er durch Naci Özkaya ersetzt.
1963 übernahm er bei Beşiktaş Istanbul das Amt des Sportmanagers und trat im September desselben Jahres von diesem Amt zurück.
Zur Saison 1964/65 übernahm er den Istanbuler Zweitligisten Vefa SK. Zum Saisonende wurde er mit diesem Verein Meister der 2. Lig und stieg in die höchste türkische Spielklasse, in die 1. Lig, auf.
Nach diesem Erfolg übernahm er den Erstligisten PTT Ankara und betreute diesen bis zur Winterpause. Für die Rückrunde übernahm er seinen alten Verein Vefa Istanbul und rettete den abstiegsbedrohten Verein vor dem Abstieg.
Zum Saisonende verließ er ein weiteres Mal Vefa und übernahm den Erstligisten Karşıyaka SK aus Izmir. Diesen abstiegsbedrohten Verein konnte er nicht vor dem Abstieg bewahren. Nach dem Abstieg blieb er weiterhin bei Karşıyaka und betreute den Verein bis zur Winterpause.
In der Winterpause verließ er Karşıyaka und übernahm ein letztes Mal Vefa. Er erreichte erneut mit dem stark abstiegsbedrohten Verein den Klassenerhalt. Im Anschluss an diese Tätigkeit beendete er seine Trainerlaufbahn.

## Erfolge

### Als Spieler
- Mit Güneş SK
  - Millî Küme: 1938

- Mit Beşiktaş Istanbul
  - Millî Küme: 1941, 1944

- Mit der Türkischen Nationalmannschaft:
  - Teilnahme an den Olympischen Sommerspielen 1936

### Als Trainer
- Mit Vefa Istanbul:
  - Meister der TFF 1. Lig: 1964/65
  - Aufstieg in die Süper Lig: 1964/65